# Liste der Monuments historiques in Racines
Die Liste der Monuments historiques in Racines führt die Monuments historiques in der französischen Gemeinde Racines auf.

## Liste der Immobilien
| Bezeichnung    | Beschreibung           | Standort               | Kennzeichnung | Schutzstatus | Datum | Bild           |
| -------------- | ---------------------- | ---------------------- | ------------- | ------------ | ----- | -------------- |
| Kirche St-Éloi | ab dem 12. Jahrhundert | Rue de l’Église (Lage) | PA00078195    | Inscrit      | 1976  | weitere Bilder |

## Liste der Objekte
| Bezeichnung                          | Beschreibung                                                        | Standort                     | Kennzeichnung | Schutzstatus | Datum | Bild |
| ------------------------------------ | ------------------------------------------------------------------- | ---------------------------- | ------------- | ------------ | ----- | ---- |
| Skulptur Madonna mit Kind            | Kalkstein, farbig gefasst und übertüncht, 16. Jahrhundert           | in der Kirche St-Éloi (Lage) | PM10001671    | Classé       | 1908  |      |
| Skulptur eines heiligen Bischofs     | Kalkstein, übertüncht, 16. Jahrhundert                              | in der Kirche St-Éloi (Lage) | PM10001680    | Classé       | 1950  |      |
| Skulptur Johannes Evangelist         | Kalkstein, farbig gefasst, 1566                                     | in der Kirche St-Éloi (Lage) | PM10001673    | Classé       | 1913  |      |
| Skulptur Heiliger Jakobus der Ältere | Kalkstein, farbig gefasst, 16. Jahrhundert                          | in der Kirche St-Éloi (Lage) | PM10001676    | Classé       | 1959  |      |
| Kruzifix                             | Teil einer Kreuzigungsgruppe; Holz, farbig gefasst, 16. Jahrhundert | in der Kirche St-Éloi (Lage) | PM10001675    | Classé       | 1913  |      |
| Kirchenfenster                       | aus dem 16. und 17. Jahrhundert                                     | in der Kirche St-Éloi (Lage) | PM10001670    | Classé       | 1894  |      |
| Skulptur Heiliger Rochus             | Kalkstein, farbig gefasst, 16. Jahrhundert                          | in der Kirche St-Éloi (Lage) | PM10001677    | Classé       | 1960  |      |
| Skulptur Ecce homo                   | Kalkstein, farbig gefasst, 16. Jahrhundert                          | in der Kirche St-Éloi (Lage) | PM10001678    | Classé       | 1960  |      |
| Skulptur Heiliger Eligius            | Kalkstein, farbig gefasst, 1527                                     | in der Kirche St-Éloi (Lage) | PM10001672    | Classé       | 1913  |      |
| Pietà                                | Kalkstein, farbig gefasst, 16. Jahrhundert                          | in der Kirche St-Éloi (Lage) | PM10001674    | Classé       | 1913  |      |
| Skulptur Heiliger Nikolaus           | Kalkstein, farbig gefasst, erste Hälfte des 16. Jahrhunderts        | in der Kirche St-Éloi (Lage) | PM10001679    | Classé       | 1960  |      |